# Sphaenothecus argenteus
Sphaenothecus argenteus là một loài bọ cánh cứng trong họ Cerambycidae.